# Geranomyia canariensis
Geranomyia canariensis là một loài ruồi trong họ Limoniidae. Chúng phân bố ở miền Cổ bắc.